# Tombeau pour Monsieur de Sainte-Colombe
Tombeau pour Monsieur de Sainte-Colombe (gedenksteen voor Sainte-Colombe) is een compositie van Marin Marais uit 1701. Het stuk is afkomstig uit Marais' tweede boek van Pièces de Viole.
Het stuk is een eerbetoon aan zijn in 1700 overleden leermeester Monsieur de Sainte-Colombe. Het stuk is voor de viola da gamba geschreven. Als basso continuo dient een tweede viola da gamba en een klavecimbel en of luit. Het stuk bouwt rustig op naar een aantal krachtige slotakkoorden begeleid door het klavecimbel.